# Administración militar (Alemania nazi)
Durante la II Guerra Mundial, la Alemania nazi estableció la entidad de «administración militar» (Militärverwaltung en alemán) en varios de los territorios ocupados.
Las administraciones militares se diferencia del Comisariado en el que este último estuvo regido por oficiales del NSDAP, mientras que el rango más alto de las administraciones militares corresponden a los Comandantes militares (Militärbefehlshaber, abreviado: MilBfh).

## Rangos
A pesar de haber servido en la Wehrmacht, economía de guerra, enseñanza militar o haber ocupado un cargo militar dentro de los territorios ocupados, los oficiales de la Administración Militar solían portar insignias similares a las de la Wehrmacht caracterizadas por el principal color del cuerpo (Hauptfarbe): verde oscuro, y otros colores secundarios (Nebenfarben).
1. General Intendente Senior (de: Generaloberstabsintendant  [equivalente a OF8, rango de tres estrellas])
2. Director Ministerial (Ministerialdirektor, equivalente a OF7, rango de dos estrellas)
3. Intendente del Cuerpo (Korpsintendant, equivalente a OF6, rango de una estrella)
4. Director Senior del Tribunal de Guerra (Oberkriegsgerichtsrat, equivalente a OF5, rango de coronel)

1. Director de Intendencia Senior (Oberintendanturrat, equivalente a OF4, rango de teniente coronel)
2. Jefe Oficial de Caballería (Remontenamtsvorsteher, equivalente a OF3, rango de mayor)
3. Personal Farmacéutico (Stabsapotheker, equivalente a OF2, rango de capitán)
4. Inspector Judicial del Ejército (Heeresjustizinspektor, equivalente a OF1a, rango de 1er teniente)
5. Patrón de Armas (Waffenmeister equivalente a OF1b, rango de 2.º teniente)
6. Patrón del Ejército (Heereswekmeister equivalente a WO2, rango de Oberfähnrich)
7. Patrón de Almacenaje (Magazinmeister equivalente a WO2, rango de Fähnrich)

## Administraciones
- Administración militar en la Polonia ocupada (Militärverwaltung in Polen) más tarde dividida en territorios que fueron directamente anexados a Alemania, y el Gobierno General (Generalgouvernement).
- Administración Militar del Norte de Francia y Bélgica (Militärverwaltung en Belgien und Nordfrankreich)
- Administración militar en Francia (Militärverwaltung in Frankreich)
- Administración militar de Grecia (Militärverwaltung in Griechenland)
- Administración militar de Luxemburgo (Militärverwaltung Luxemburg)
- Administración militar en la Unión Soviética (Militärverwaltung in der Sowjetunion) dividida en Zonas de Operaciones (Operationszone Ost) directamente detrás del frente, y Zonas de retaguardia del ejército (Rückwärtige Heeresgebieten) más alejadas.
- Territorio de la comandancia militar en Serbia